# ヨハン・クリストフ・ペツ
ヨハン・クリストフ・ペツ（Johann Christoph Pez, 1664年9月9日 - 1716年9月25日）は、ドイツの作曲家。

## 生涯
ミュンヘン出身。1676年から聖ペテロ教会の聖歌隊に所属していた。1688年、バイエルン選帝侯マクシミリアン・エマヌエルの宮廷で働き、ローマでアルカンジェロ・コレッリに学ぶ機会を与えられた。1694年からケルン選帝侯ヨーゼフ・クレメンス・フォン・バイエルンのボンの礼拝堂楽団で働き、翌年にカペルマイスターに就任した。1701年にミュンヘンに戻り、宮廷礼拝堂で5年間活動した。1706年からヴュルテンベルク公エーバーハルト・ルートヴィヒの上級カペルマイスターに就任した。彼の在任中に宮廷礼拝堂楽団は大幅に規模を拡大した。現職のままシュトゥットガルトで死去した。

## 作品
多くの同時代人と同様、フランスの影響を受け、ジャン＝バティスト・リュリの模倣者の一人であった。今日ではほとんど忘れられているが、1730年にゲオルク・フィリップ・テレマンが書いた詩ではゲオルク・フリードリヒ・ヘンデルと並び称されている。